# 祖国斗士党
祖国斗士党（马来文：Parti Pejuang Tanah Air），部分媒体译为国家斗士党、国土斗士党或祖国斗争党，简称斗士党或斗争党，是一个马来西亚政党，于2020年8月12日成立，由前首相与土著团结党名誉主席马哈迪·莫哈末所创立，也是马哈迪第二次创立的新政党。

## 标志
祖国斗士党是以爪夷文字母“ﭪ”（pa）作为该党的标志，即是马来语“斗士”（Pejuang，ڤجواڠ）一词的首个字母，政党代表色彩为彩通蓝。其中 pa 字母上的三个点，则分别代表三大原则，即信仰（iman）、伊斯兰和国家。此外，祖国斗士党标志也似如盾牌，寓意为捍卫马来族群和马来西亚人民的尊严。

## 创立历史

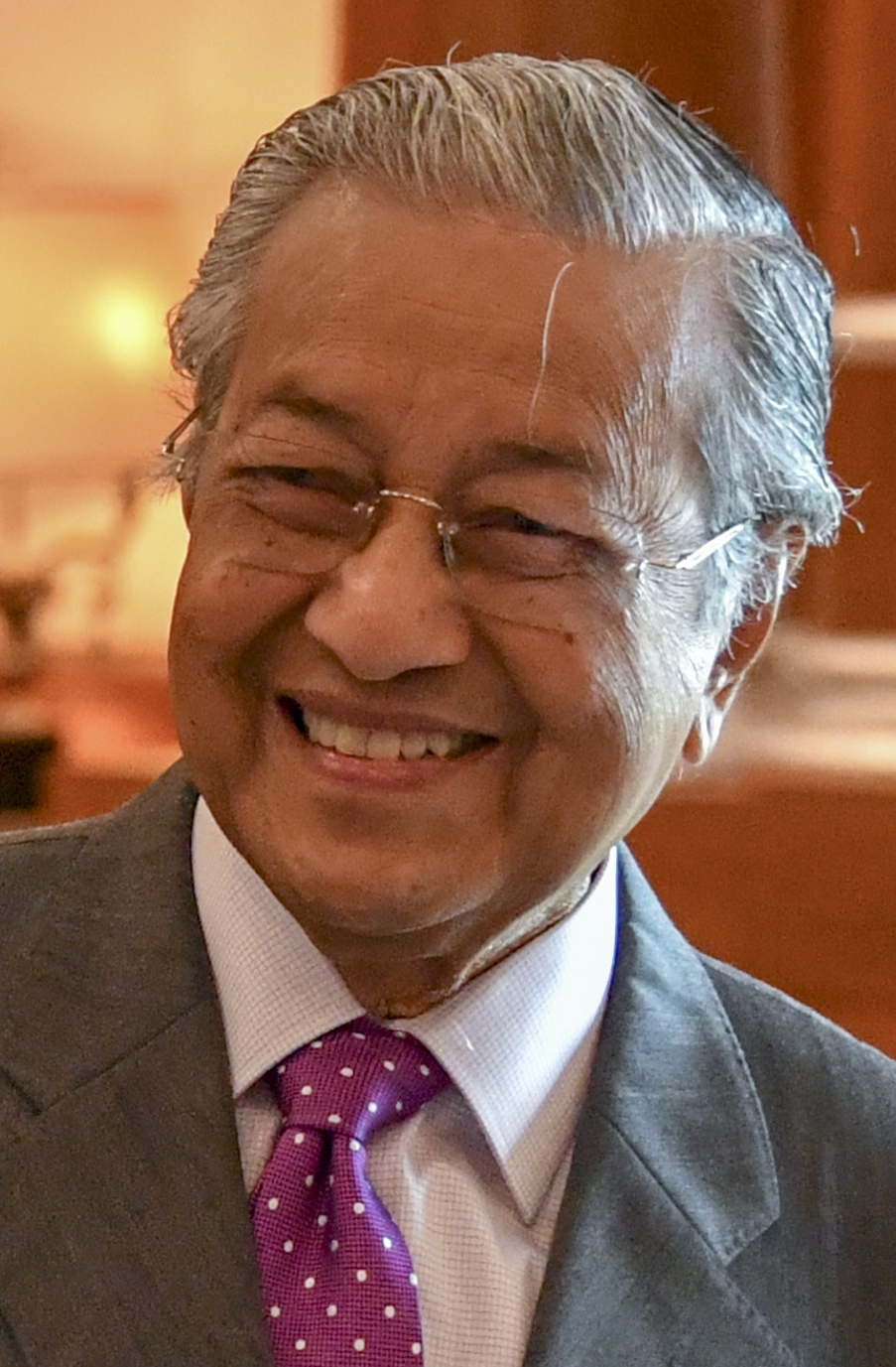
祖国斗士党创始人马哈迪·莫哈末

2020年马来西亚政治危机中，土团党分裂成两派，分别以马哈迪·莫哈末和慕尤丁为首，展开政治对立。同年5月28月，土团党执行秘书莫哈末苏海米发函宣布，对马哈迪派系在5月18日的国会会议中，没有支持首相兼党主席丹斯里慕尤丁领导的国民联盟政府，宣布马哈迪派系等6人自动丧失党籍。马哈迪对此与慕尤丁领导的土团党最高理事会派系就党籍问题据理力争。
之后在6月4日晚，土团党最高理事会正式宣布终止马哈迪派系等6人党籍。马哈迪随着在6月8日带领被终止党籍的土团党领袖入禀法院，挑战终止他们党籍的决定，该诉讼于8月7日被法庭撤消宣告失败后，马哈迪同日在Albukhary基金会宣布将成立新政党。随着马哈迪的创党宣布，土团党出现退党潮，多个土团党分支领导人带领党员宣布退党，转为加入马哈迪的新政党下。
8月19日，该党向社团注册局提呈注册申请。但自提呈成为合法政党的申请以来，该党一直被社团注册局处于毫无进展的状态。10月29日，该党总秘书阿米鲁丁向媒体表示在两个月的期间曾经7次提出申请，但社团注册局依然是毫无下文。该党随后于12月10日透过法律途径入禀吉隆坡高庭要求司法审核，要求社团注册局尽快决定是否批准该党提呈成立新政党的申请。
2021年1月6日，社团注册局正式宣布拒绝斗士党的注册申请。隔日，法庭宣布驳回该党针对社团注册局的司法审核，创党人兼党主席马哈迪表明将提出上诉。
2021年7月8日，马哈迪召开线上记者会时宣布，斗士党已成功获得注册。他说，该党是在当日被告知注册获得批准，且同时收到来自内政部长韩沙再努丁和社团注册局总监的信函。

2022年3月3日，马哈迪到柔佛州为斗士党助选，并与粉丝合照

2022年2月10日，作为首次以斗士党的名义出征同年3月举办的柔佛州选举，斗士党总裁慕克里·马哈迪以雄心勃勃的姿态，宣布在不与任何政党合作下，独立竞选56个州议席中的42个议席。最终在3月12日投票日，斗士党以惨败收场，其42席候选人得票仅两三位数，并失去按柜金。
2022年8月4日，祖国斗士党与泛马来西亚伊斯兰阵线、土著权威党和印裔穆斯林国民联盟政党联合创立祖国行动联盟（GTA）政党联盟，为迎接第15届大选作准备。GTA的候选人在竞选2022年11月19日第15届的全国大选的125个议席中，除在吉兰丹的9名侯选人之外，其余使用斗士党的标志参选。最终斗士党在第15届大选获得5个议席，但党主席马哈迪本身在浮罗交怡国会议席保不住，连派遣的所有侯选人也未能赢得任何席位，还丢失上百万令吉的按柜金。作为胜利选的影响，该党青年团团长阿布哈菲兹（Abu Hafiz Salleh Hudin）随后于12月11日宣布辞去党职。之后在12月16日，马哈迪也宣布辞去党主席一职。据其子慕克里·马哈迪透露，其父马哈迪的辞职是斗士党与GTA在一场会议上针对2023年举行的州选举中是否继续合作所产生分歧后作出的。
2023年1月14日，党主席慕克里·马哈迪在一场党大会的新闻发布会上宣布，为了专注斗士党的业务决定退出祖国行动联盟。他解释退出原因是自第15届全国大选表现不佳之后，斗士党内部充满了一种要求该党退出GTA的情绪。慕克里随后为了应付同年举办的6州选举而寻求加入国民联盟阵营。3月21日，国盟总秘书韩沙再努丁表示拒绝斗士党加入该联盟的意愿。

## 历届大选成绩
| 大选 | 当选议席数量 | 参选议席数量 | 议席百分比 | 总得票 | 得票率 | 选举结果 | 领袖          |
| ---- | ------------ | ------------ | ---------- | ------ | ------ | -------- | ------------- |
| 2022 | 0 / 222      | 72           | 0%         | 68,322 | 0.44%  |          | 慕克里·马哈迪 |

## 备注
1. ↑  2020年8月12日斗士党成立时，创始人马哈迪宣布派出该党候选人出战3天后举行的仕林州议席的补选。惟当时斗士党并未通过社团注册局的申请注册，所以在名义上，斗士党是以「独立候选人」的身份参战